# Lichnia immarginata
Lichnia immarginata là một loài bọ cánh cứng trong họ Glaphyridae. Loài này được Blanchard miêu tả khoa học năm 1850.